# Synodontis albolineatus
Synodontis albolineatus е вид лъчеперка от семейство Mochokidae.

## Разпространение
Видът е разпространен в Габон.